# Капріана
Капріана (італ. Capriana) — муніципалітет в Італії, у регіоні Трентіно-Альто-Адідже,  провінція Тренто.
Капріана розташована на відстані близько 500 км на північ від Рима, 28 км на північний схід від Тренто.
Населення — 589 осіб (2014).
Щорічний фестиваль відбувається 24 серпня. Покровитель — святий Варфоломій.

## Демографія
Населення за роками:

Станом на 1 січня 2023 року в муніципалітеті офіційно проживали 44 іноземці з 7 країн, серед них 5 громадян країн Євросоюзу.

## Сусідні муніципалітети
- Антериво
- Кастелло-Моліна-ді-Фіємме
- Альтавалле
- Монтанья
- Салорно
- Совер
- Тродена
- Вальфлоріана